# Rho Cygni
Rho Cygni (ρ Cyg / ρ Cygni) è una stella della costellazione del Cigno di magnitudine 3,99, situata a 124 anni luce di distanza dal sistema solare.

## Osservazione
La sua posizione moderatamente boreale fa sì che questa stella sia osservabile specialmente dall'emisfero nord, in cui si mostra alta nel cielo nella fascia temperata; dall'emisfero australe la sua osservazione risulta invece più penalizzata, specialmente al di fuori della sua fascia tropicale. Essendo di magnitudine +3,99, la si può osservare anche dai piccoli centri urbani senza difficoltà, sebbene un cielo non eccessivamente inquinato sia maggiormente indicato per la sua individuazione.
Il periodo migliore per la sua osservazione nel cielo serale ricade nei mesi compresi fra fine giugno e novembre; nell'emisfero nord è visibile anche per tutto l'autunno, grazie alla declinazione boreale della stella, mentre nell'emisfero sud può essere osservata in particolare durante i mesi del tardo inverno australe.

## Caratteristiche fisiche
Rho Cygni è una gigante gialla di tipo spettrale G5III: possiede una temperatura superficiale di circa 5000 K, un raggio sette volte quello del Sole e una luminosità 32 volte quella solare. Con una massa più che doppia rispetto al Sole, si è già trasformata in gigante, nonostante un'età stimata di circa un miliardo di anni, notevolmente inferiore a quella del Sole, che è superiore ai 4,5 miliardi di anni.
Rho Cygni riceve anche la denominazione di NSV 13787 per essere una variabile del tipo RS Canum Venaticorum; questo tipo di variabili sono formate da due componenti in orbita stretta fra loro, i cui rispettivi campi magnetici, solitamente piuttosto intensi, interagiscono tra loro causando fluttuazioni della luminosità totale del sistema. 